# Муйрхертах Нар
Муйрхертах Нар (др.‑ирл. Muirchertach Nár; умер в 668) — король коннахтского септа Уи Фиахрах Айдне (666—668) и, возможно, король Коннахта (до 668) из рода Уи Фиахрах.

## Биография
Муйрхертах Нар был одним из сыновей правителя Коннахта Гуайре Айдне, скончавшегося в 663 году. Он принадлежал к Уи Фиахрах Айдне, части Уи Фиахрах — одного из двух наиболее влиятельных коннахтских родов. Земли Уи Фиахрах Айдне располагались в коннахтско-мунстерском пограничьи.
Вероятно, Муйрхертах Нар получил власть над Уи Фиахрах Айдне в 666 году, после смерти своего брата Келлаха мак Гуайри. Муйрхертах не упоминается в списках коннахтских правителей, сохранившихся в составе «Лейнстерской книги» и трактата «Laud Synchronisms». Однако содержащиеся в ирландских анналах сведения позволяют историкам предполагать, что он мог владеть престолом Коннахта. В этом качестве Муйрхертах упомянут в «Хронике скоттов», сообщавшей о его смерти в 668 году. По свидетельству других исторических источников, власть над Коннахтом в это время принадлежала погибшему в 682 году Кенн Фаэладу мак Колгану из рода Уи Бриуйн.
Следующим после Муйрхертаха Нара известным правителем Уи Фиахрах Айдне был его племянник Фергал Айдне.